# Област Булћизе
Област Булћизе (алб. Rrethi i Bulqizës) је једна од 36 области Албаније. Има 31.210 становника (попис из 2011), и површину од 718 km². На истоку је земље, а главни град је Булћизе.
Обухвата општине: Булћиз, Ђориц (Горица), Зерћан, Мартанеш, Острен (Острени), Требишт (Требиште), Фуш-Булћиз (Поље-Булћиз) и Шупенз.